# كيلسي بون
كيلسي بون (بالإنجليزية: Kelsey Bone)‏ مواليد 31 ديسمبر 1991 في هيوستن، هي لاعبة كرة سلة أمريكية. بدأت مسيرتها الاحترافية في سنة 2013. تم اختيارها من قبل فريق نيويورك ليبرتي خلال الدرافت. تلعب مع فينيكس ميركوري في دوري الاتحاد الوطني لكرة السلة النسائية كلاعب وسط. وتحمل الرقم 45. يبلغ طولها 6 قدم 4 بوصة (1.9 م).

## المسيرة الاحترافية
لعبت مع نيويورك ليبرتي في سنة 2013، ثم لعبت مع كونيتيكت صن من سنة 2014 إلى 2016، ثم لعبت مع فينيكس ميركوري في سنة 2016.

## روابط خارجية
- كيلسي بون على موقع الاتحاد الدولي لكرة السلة (الإنجليزية)
- كيلسي بون على موقع الاتحاد الوطني لكرة السلة النسائية (الإنجليزية)
- كيلسي بون على موقع كرة السلة الأوروبية.كوم (الإنجليزية)
- كيلسي بون على موقع كلية كرة السلة في سبورتس رفرنس.كوم (الإنجليزية)
- كيلسي بون على موقع بروبوليرز (الإنجليزية)
- كيلسي بون على موقع سبورتس رفرنس (الإنجليزية)